# Kimmel
Pour les articles homonymes, voir Kimmel (homonymie).
Kimmel est une commune de la wilaya de Batna en Algérie.

## Géographie

### Situation
Le territoire de la commune de Kimmel est situé au sud-est de la wilaya de Batna.
| T'Kout                        | Inoughissen                        | M'Sara (wilaya de Khenchela)           |
| El Mizaraa (wilaya de Biskra) | Kimmel                             | El Oueldja (wilaya de Khenchela)       |
| El Mizaraa (wilaya de Biskra) | Zeribet El Oued (wilaya de Biskra) | Khenguet Sidi Nadji (wilaya de Biskra) |

### Localités de la commune
La commune de Kimmel est composée de 23 localités :
- Abbassa
- Beld El Kelba
- Bouder
- Bordj Tizdain
- Dermoune Oum Demkha
- Djenien
- Draa Béni Mestiri
- El Oustia
- Foum El Benia
- Isra El Hamman
- Khirdja
- Lebaal
- Mechgoug
- Ouarjène
- Regba
- Rhaskil
- Sallat
- Sidi Ali
- Sidi Fathallah
- Taddarth
- Tadjine
- Taghlissia
- Tamdint
- Draa tire

### Géographie physique
La commune, étroite et allongée en direction Nord-Sud, se trouve dans le massif de l'Aurès, sur le versant sud-est du Djebel Ahmar Khaddou ; elle s'étend des crêtes (1 600 m) jusqu'aux abords du Sahara. Elle longe la vallée de l'oued Guechdane.

## Histoire

### Époque coloniale française
La commune de Kimmel est issue du douar Kimmel, un des quatorze douars de la commune mixte des Aurès (département de Constantine, arrondissement de Batna), dont le chef-lieu était Arris. Ce douar regroupait les arch (« tribus ») chaouis Cheurfa et Serahna; le centre du douar (siège du caïd) était à El Baâl (Lebaal).

#### Guerre d'Algérie
La veille du 1er novembre 1954, plusieurs dizaines d'hommes du douar rejoignent le village d'Ouled Moussa sous le commandement de Mostefa Ben Boulaïd pour prendre part aux opérations du 1er novembre 1954 (Toussaint rouge) dans l'Aurès qui marque le début de la Guerre d'Algérie. Le 17 novembre 1954, le village de S'ra El Hamma est bombardé par l'aviation française, détruisant entièrement le village et faisant 75 morts parmi les civils. La date du 17 novembre est annuellement commémorée par la population de la commune.
Le 20 novembre 1954, le journal: La Dépêche de Constantine publie l’ordre d’évacuation de Kimmel. L’opération de déplacement ne commença que le 26 novembre 1954. La presse du 27 novembre 1954 déclare que « la moitié de la population des douars du nord de l’Aurès a quitté sa résidence ». Dès le 22 novembre 1954, Vigie de Régie et Rey, respectivement administrateurs des communes mixte de Khenchela et Arris, ont invité les populations du douar considéré comme suspects à évacuer les lieux. Les habitants de Kimmel sont alors évacués de force vers trois camps de regroupement à Sidi Ali, El Oustia et Dermoune. Le 2 décembre 1954, le journal français Le Monde rapporte que Grine Belgacem, un militant FLN de première heure qui avait déjà pris les maquis depuis 1952 a été tué. Deux soldats français sont morts dans cette opération, rapporte le journal.
Au début de l’année 1955, il restait encore plusieurs mechtas à évacuer d’urgence d’autant que tout le périmètre englobant Kimmel est déclaré zone interdite. Le 26 janvier 1955, l’opération du contrôle d’identité est entamée dans le but de recenser les hommes âgés de 18 à 50 ans pendant que la population a été évacuée du village en plein hiver. Outre le froid auquel elles sont exposées, ces populations sont également privées de leurs bêtes qui sont évacuées en totalité vers le sud; l'ensemble de la population de Kimmel et plus particulièrement des habitants de la mechta El Hammam, « détruite et rendue inhabitable » commence à chercher désespéramment un refuge. L’administrateur de Khenchela estime la population à 337 personnes qui tentent de trouver refuge à Tadjmout. Le reste, soit plus de 3000 personnes est transféré à T’kout, un douar particulièrement pauvre. Ne disposant plus de ressources, la survie des populations est suspendue aux rations distribuées selon le bon vouloir du capitaine de la SAS. Cette ration évaluée à « 11 kg d’orge par adulte et par mois » et dans certains cas, tel que relevés dans un rapport par l'ancien premier ministre français Michel Rocard, inspecteur à l'époque des faits dans la région est réduite à « 4 à 5 kilos de grain par personne et par mois » pour les populations de Kimmel regroupées à Chenouara.
En 1956, le douar Kimmel est érigée en commune dépendant de la préfecture de Batna.
Le 8 septembre 1957, 800 habitants de la fraction des Chorfas sont envoyés à Bouhamama où le manque de structures d’accueil est flagrant : la SAS de Bouhamama n'a mis a la disposition de la population que huit tentes pour les abriter.
À partir de 1958, le territoire de Kimmel devient quartier général de l'armée de libération nationale dans l'Aurés, un hôpital de campagne est installé dans sa forêt qui sert de refuge aux soldats ALN et à plusieurs centaines de civils de Kimmel qui ont préféré rejoindre leur proche dans le maquis

### Époque de l'Algérie indépendante
La commune de Kimmel reste dans la wilaya de Batna, contrairement aux deux autres douars de l'Ahmar Khaddou (douar Tadjemout et douar Oulèch), qui sont rattachés à la wilaya de Biskra.

## Économie

### La source thermale de Chabora
Chabora est une source thermale encore non exploitée. La direction du tourisme de la wilaya de Batna a entrepris des études et analyses géotechniques de la source (température et débit des eaux) dans le cadre d'un plan d'investissement lancé en 2010 de trois millions de dinars algérien, en vue d'une éventuelle exploitation.